# Championnat de Pologne de football 1974-1975
Navigation
Édition précédente Édition suivante
La saison 1974-1975 du championnat de Pologne est la quarante-septième saison de l'histoire de la compétition. Cette édition a été remportée par le Ruch Chorzów pour la deuxième fois consécutive, devant le Stal Mielec.

## Les clubs participants
| Club               | Ville     |
| ------------------ | --------- |
| Arka Gdynia        | Gdynia    |
| GKS Tychy          | Tychy     |
| Gornik Zabrze      | Zabrze    |
| Gwardia Varsovie   | Varsovie  |
| Lech Poznań        | Poznań    |
| Legia Varsovie     | Varsovie  |
| LKS Łódź           | Lódź      |
| Pogoń Szczecin     | Szczecin  |
| Polonia Bytom      | Bytom     |
| ROW Rybnik         | Rybnik    |
| Ruch Chorzów       | Chorzów   |
| Sląsk Wrocław      | Wrocław   |
| Stal Mielec        | Mielec    |
| Szombierki Bytom   | Bytom     |
| Wisła Cracovie     | Cracovie  |
| Zagłębie Sosnowiec | Sosnowiec |

## Compétition

### Classement
| Rang | Équipe             | Pts | J  | G  | N  | P  | Bp | Bc | Diff |
| ---- | ------------------ | --- | -- | -- | -- | -- | -- | -- | ---- |
| 1    | Ruch Chorzów (T)   | 44  | 30 | 20 | 4  | 6  | 61 | 27 | +34  |
| 2    | Stal Mielec        | 38  | 30 | 15 | 8  | 7  | 40 | 24 | +16  |
| 3    | Śląsk Wrocław      | 36  | 30 | 13 | 10 | 7  | 40 | 31 | +9   |
| 4    | Wisła Cracovie     | 34  | 30 | 12 | 10 | 8  | 40 | 31 | +9   |
| 5    | Zagłębie Sosnowiec | 31  | 30 | 11 | 9  | 10 | 31 | 31 | 0    |
| 6    | Legia Varsovie     | 29  | 30 | 9  | 11 | 10 | 45 | 35 | +10  |
| 7    | Górnik Zabrze      | 29  | 30 | 7  | 15 | 8  | 48 | 46 | +2   |
| 8    | Polonia Bytom      | 28  | 30 | 6  | 16 | 8  | 25 | 31 | -6   |
| 9    | Lech Poznań        | 28  | 30 | 10 | 8  | 12 | 31 | 43 | -12  |
| 10   | GKS Tychy (P)      | 27  | 30 | 8  | 11 | 11 | 34 | 38 | -4   |
| 11   | Szombierki Bytom   | 26  | 30 | 7  | 12 | 11 | 43 | 45 | -2   |
| 12   | Pogoń Szczecin     | 26  | 30 | 9  | 8  | 13 | 30 | 35 | -5   |
| 13   | ŁKS Łódź           | 26  | 30 | 7  | 12 | 11 | 26 | 34 | -8   |
| 14   | ROW Rybnik         | 26  | 30 | 7  | 12 | 11 | 24 | 35 | -11  |
| 15   | Gwardia Varsovie   | 26  | 30 | 8  | 10 | 12 | 25 | 38 | -13  |
| 16   | Arka Gdynia (P)    | 26  | 30 | 8  | 10 | 12 | 26 | 45 | -19  |

| Légende | Légende                                                  |
| ------- | -------------------------------------------------------- |
|         | Coupe des clubs champions européens 1975-1976 (1er tour) |
|         | Coupe UEFA 1975-1976 (1er tour)                          |
|         | Relégué en II Liga                                       |
|         | (T) : Tenant du titre 1973-1974 (P) : Promu              |

## Bilan de la saison
| Tableau d'Honneur |                        |
| Compétition       | Vainqueur              |
| I Liga            | Ruch Chorzów           |
| Coupe de Pologne  | Stal Rzeszów (II Liga) |

| Promotions et relégations |                              |
| Relégués en II Liga       | Gwardia Varsovie Arka Gdynia |
| Promus de II Liga         | Widzew Łódź Stal Rzeszów     |

| Qualifications européennes 1975-1976   |                           |
| Coupe des clubs champions européens    | Qualifié                  |
| 1er tour                               | Ruch Chorzów              |
| Coupe d'Europe des vainqueurs de coupe | Qualifié                  |
| 1er tour                               | Stal Rzeszów (II Liga)    |
| Coupe UEFA                             | Qualifiés                 |
| 1er tour                               | Stal Mielec Śląsk Wrocław |

## Meilleurs buteurs
| # | Joueur            | Équipe         | Buts |
| - | ----------------- | -------------- | ---- |
| 1 | Grzegorz Lato     | Stal Mielec    | 19   |
| 2 | Kazimierz Kmiecik | Wisła Cracovie | 15   |
|   | Joachim Marx      | Ruch Chorzów   | 15   |